# پادشاهی بالهه
پادشاهی بالهه (کره‌ای: 발해국; هانجا: 渤海) (۶۹۸–۹۲۶ م.) یک پادشاهی کره‌ای و جانشین رسمی امپراتوری گوگوریو بود که پس از سرنگونی گوگوریو به دست نیروهای متحد تانگ وشیلا توسط ژنرالی از گوگوریو به نام ته جویونگ بنیان نهاد. پادشاهی بالهه در دوره دولت‌های شمالی و جنوبی کره در کنار شیلای متحد برقرار بود.

## تأسیس
پس از سقوط گوگوریو در سال ۶۶۸ میلادی، نیروهای بازمانده از این کشور و قبایل مالگال (از مردمان بومی منچوری که از زمان پادشاه گوانگتوی بزرگ تحت تسلط گوگوریو درآمدند) به صورت پراکنده در سرزمین‌های شمالی شبه جزیره و منچوری حضور داشتند؛ تا اینکه ته جویونگ و پدرش و فرماندهان سابق گوگوریو دست به مبارزه‌ای تمام عیار زدند؛ ته‌جویونگ درسال ۶۹۵ میلادی توانست با ارتشی بزرگ قلعه‌های سابق گوگوریو یعنی شین و یودونگ و پگام و آنسی را بازپس بگیرد؛ ولی چون منطقه آسیب‌پذیر بود و تهاجم به آن توسط خیتان و تانگ به سهولت قابل انجام بود و نقاط ضعف این مناطق را می‌دانستند با مردم قلعه‌ها و صدهاهزارنفر دیگر به طرف مناطق صعب العبور و کوهستانی دونگمو (محل سکونت گوگوریویی‌های آواره شده) در نزدیکی دریای ژاپن و شرقی‌ترین منطقه در مرز کره با روسیه امروزی حرکت کردند. در این هنگام تانگ چین یک ارتش بزرگ (چند صد هزار نفری) را به طرف آن‌ها که مشغول عبور بودند به رهبری «ژنرال شو رنگویی (Xue Ringui)» فرستاد. بین آن‌ها چندین جنگ بزرگ درگرفت که در نهایت از ارتش گوگوریو فقط ۵۰۰۰ نفر باقی‌ماند. آن‌ها دریک دره حدود یک روز شجاعانه جنگیدند و تمامی چینیان را سلاخی کردند.
در طی این جنگ برادر و پدر جویونگ (ژنرال ته جونگ سانگ) و فرمانده ارتش چین کشته شدند. بعد از این پیروزی ته جویونگ کشور جدیدش را برپا کرد و درنهایت گوگوریو پس از کمتر از سی سال از سقوطش احیا گردید. با وجود اینکه ته‌جویونگ به همراه پدرش و بازمانده‌های گوگوریو قوایی مردمی و نظامی برای احیای گوگوریو تشکیل داد. احیای گوگوریو ابتدا توسط ژنرال گوموجام و به ناچاری با کمک شیلا قرار بود انجام گردد که پس از جنگ شیلا-تانگ آنان دچار نزاع گشته و ژنرال گوموجام و همراهانش توسط شیلا کشته شدند و جنبش از بین رفت تا اینکه ته جویونگ و پدرش که یکی از فرماندهان استحکامات سابق گوگوریو بودند به جنگ غیرمستقیم و مبارزه پارتیزانی روی آوردند؛ آنان بعدها برای مبارزه با امپراتوری تانگ با نیروهای خیتان و همچنین خاقانات گوگ‌ترک متحد شدند و پس از سال‌ها جنگ و مبارزه در منطقه و بیرون راندن اشغالگران چینی تانگ، بالهه توسط ته جویونگ در سال ۶۹۸ میلادی تأسیس شد. ته جویونگ توانست با کمک بازماندگان گوگوریو کشور جدید را که جانشین گوگوریو بود، به وجود آورد.

## نام
بر سر پیدایش و علت و ریشه و معنی بالهه اختلافات زیادی بین مورخان وجود دارد؛ شاید بهترین استنباط این باشد که هنگام تأسیس کشور و در اوایل حکمرانیِ ته جویونگ اهمیتی به اسم داده نمی‌شده یا بر خود صحیح نمی‌دانسته‌اند اسم دیگری به جای گوگوریو انتخاب کنند یا اینکه خودرا همان گوگوریو می‌خواندند (تمامی موارد مذکور مورداختلاف است) تا اینکه در سال ۷۱۳ با نامهٔ توهین آمیز امپراتور ژوان زونگ که بالهه را از خراج گذاران تانگ و نام آن را «پادشاهی جین» عنوان کرده بود، ته جویونگ آماده جنگ شد و کشور جدید را بالهه نامید.
چینی‌های تانگ این سرزمین را پیش از پیدایش با نام «موهه» می‌شناختند (کره‌ای‌ها مالگال)؛ احتمالاً پس از فروکش کردن خصومت‌ها و به رسمیت شناخته شدن بالهه توسط تانگ آن را با نام «بوهای» شناخته‌اند که می‌تواند نوع دیگری از واژه موهه در ادبیات رسمی چینیِ کهن باشد.
معنی و ریشه لغوی بالهه هم احتمال می‌رود دو معنی داشته باشد اولی «بال» بمعنای بزرگ و «هه» بعمنای دریا و همچنین بمعنای «سرزمین وافر» (چیزی که مورخان چین نیز به آن نسبت داده‌اند یعنی سرزمینِ کامیابِ شرق)؛ احتمال قوی این است که همان نام دریای ژاپن نزد مردم آن سرزمین بوده است چرا که پایتخت آنان نیز در نزدیکی این دریاست.

## فرهنگ
منطبق با تقریباً عمدهٔ شرق آسیا بالهه نیز از اکثریت بودیسم مستثنی نبود؛ این مذهب از زمان گوگوریو وارد این منطقه شده بود و مندرجاً مکتبِ غالب بر مردمِ آن شد؛ لازم است ذکر شود که رفته رفته نفوذ آن بیشتر شد و در دوران حاکمیت گوریو به اوج رسید.
معابد متعددی طی دهه‌های اخیر توسط باستان‌شناسانِ چینی، روس و دو کره یافت شده و اطلاعات ارزشمندی از بودیسم در این سرزمین به‌دست آورده‌اند-گفته می‌شود که خاندان سلطنتی بالهه بر ساخت معابد و توسعه این مکتب نهایت اهتمام را داشته‌اند و یکی از علل آن می‌تواند همان مسئله حفظ فرهنگ گوگوریو باشد جدا از مسائل حاکمیتی، اعتقادی و غیره؛ همچنین تأثیر این مکتب تنها در قالب دین و این قبیل نبود بلکه بر تمامی عرصه‌ها اعم از معماری، هنر، آیین و رسوم و… صادق بود.
البته تنها بودیسم در این سرزمین حاکم نبود بلکه تائوئیسم و شمن‌باوری نیز در بخش‌هایی از کشور رایج بودند؛ مکتب تائو نیز از زمان گوگوریو وارد شده بود اما از همان اول با نهایت جنجال چرا که با ترغیب لی تایزونگ نخستین امپراتور تانگ و در دوران تبعیت موقت یئونگ نیو (پادشاه یکی به آخر ماندهٔ گوگوریو) وارد شد اما هرگز گسترهٔ چندانی جز در اقلیت تاجر یا چینی و اقلیت‌های بینابینی نیافت.
بخشی از مردم در نقاط دورافتاده که سبک زندگی تقریباً صحرا نشینی داشتند اما شمن باور بودند که با نوع مرسوم آن نزد مغولان و سایر نقاط متفاوت بود و این رسوم دوام خودرا یافت و حتی توانست در زندگی مردم کره طی دهه‌ها و قرن‌های متمادی دوام یابد.

## اقتصاد
اقتصاد بالهه شامل اجزای مختلفی از قبیل کشاورزی، نساجی، صیادی و صنعتگری می‌شد.
در کشاورزی آنان با بهره‌مندی از حاصلخیزی منچوری محصولاتی اعم از گندم، برنج، حبوبات و سبزیجات و ارزن می‌کاشتند و به‌علاوه تأمین نیاز خود آن را به همسایگان مناطق سردسیر و فاقد کشاورزیِ مناسب صادر می‌کرد.
این کشور در انتهای جاده ابریشم بود و این جاده در شیلا تمام می‌شد و از بندرها آن نهایتاً بین کره و ژاپن و چین تجارت صورت می‌گرفت.
در مناطق ساحلی مردم به صید مشغول می‌شدند-منسوجات بالهه به ویژه خز مرغوب آن به ژاپن صادر می‌شد و اشراف و تجار این کشور که در ژاپن به آنان «بوکایشی» گفته می‌شد بارها به این کشور سفر نموده و در قبال این کالای ارزشمند به‌ویژه در زمستانهای سرد از آنان فلزیجات ارزشمند و غالباً سبک می‌آوردند.
باوجود سختی‌ها و تحریم از شمال و جنوب توسط تانگ و شیلا، بالهه توانسته بود آهنگران گوگوریوی سابق را حفظ کند و از علم ارزشمند آنان بهره گیرد و بعد از تانگ جایگاه کشور پیشین خودرا در صنع فلز حفظ کرده باشد.
وسیله مبادلات اقتصادی آنان سکه‌های مسی مضروب در پایتخت بود همچنین بخشی از درآمد دولت شامل مالیات و تعرفه از تجار و مردم می‌شد.
آنان پس از بیش از یک قرن در قرن نهم میلادی به اوج قدرت رسیدند و با پایه اقتصادیِ خوب خود یک نیروی نظامی خوب تشکیل دادند و می‌توانستند ارتشی چند قومی و چند تشکلی را مدیریت نموده و وارد پیکارهای متعدد با شیلا و تانگ و در آینده خیتان بکنند.
نکته‌ای دیگر اینکه برخلاف سایر امپراتوریها که هنگام تأسیس درگیر توسعه و ساخت و ساز برای سکونت مردم خود می‌شدند بالهه چندان درگیر این مسئله نبود چرا که بخشی از مردم چادرنشین و از قبایل به ویژه مالگال بودند که با شکار و دامداری و… امرار معاش می‌کردند و شهرها همان ساختار گوگوریوی سابق را حفظ کردند و بجز تعداد معدودی که شامل پایتخت می‌شد شهری نساختند.

## جامعه بالهه
مردم بیشتر پیرو ادیانی مانند بودا، کنفوسیوس و شمن باور بودند. در طول دوران بالهه پانزده نفر از خاندان سلطنتی ته بر کشور فرمان راندند. زبان درباری و رسمی کشور زبان گوگوریوی سابق بود به‌علاوه بخش غالب جامعه اما برخی ایالت‌های دیگر که از اقوام مالگال (موهه) بودند به زبان بومی خود تکلم می‌کردند؛ بالهه روابط تجاری خود را بسیار گسترش داد و حتی با ژاپن و خلفای عباسی نیز ارتباط برقرار کرد.
بالهه زمانی که سرزمینش را گسترش داد به این فکر بود که از شیلا به علت دسیسه علیه گوگوریو و مشارکت در نابودی آن انتقام گیرد و با ارتشهایی بزرگ در زمان دومین امپراتور خود یعنی فرزند امپراتور ته جویونگ به جنوب حمله کرد اما شیلا مطابق معمول در زمان سه پادشاهی از تانگ درخواست کمک کرد و به ایجاد حصارهایی بزرگ دست زد و همزمان بالهه به علت خطرهای قبایل غربیِ خود دست از حمله کشید؛ به هرحال اما توانست اکثر سرزمین‌های گوگوریو را بازپس بگیرد و فرهنگ و زبان این کشور را در قلب مردم کره حفظ کند.
از فرهنگ و رسوم و شرایط اجتماعی بالهه اطلاعات چندانی در دسترس نیست چرا که طی فجایع فوران آتشفشانی در پایتخت و سوزاندن کتابخانه‌ها توسط قبایل غربی (خیتان و لیائو) و همچنین دستبرد ژاپنی‌ها طی دوره اشغال منچوری در قرن بیستم و بردن تمامی آثار تاریخی به ژاپن و پس ندادن آنها پس از جنگ جهانی دوم، آثار و اطلاعات مفید مربوط به این دوره از بین رفته است اما می‌توان استنباط کرد که شباهت‌های زیادی به گوگوریوی سابق داشته و کشوری با فرهنگ‌های متعدد چند قومی بوده است.

## فهرست پادشاهان بالهایی
| شماره | نام امپراتور   | دوره زندگانی (میلادی) | نسبت با امپراتورهای قبلی | دوره حکومت (میلادی) | پایتخت                                                                                 |
| ----- | -------------- | --------------------- | ------------------------ | ------------------- | -------------------------------------------------------------------------------------- |
| ۱     | ته جویونگ      | ۶۴۵–۷۱۹               | مؤسس سلسله بالهایی       | ۶۹۸–۷۱۹             | کوهستان دونگمو                                                                         |
| ۲     | دائه مویه      | ؟ - ۷۳۷               | پسر ته جویونگ            | ۷۱۹–۷۳۷             | کوهستان دونگمو                                                                         |
| ۳     | دائه هیوم مو   | ؟ - ۷۹۳               | پسر دائه مویه            | ۷۳۷–۷۹۳             | کوهستان دونگمو از سال ۷۴۲ م جونگ گیونگ از سال ۷۵۶ م سانگ گیونگ از سال ۷۸۵ م دانگ گیونگ |
| ۴     | دائه وون یی    | ؟ - ۷۹۳               | پسر دائه مویه            | ۷۹۳                 | دانگ گیونگ                                                                             |
| ۵     | سونگ           | ؟ - ۷۹۴               | نوه دائه هیوم مو         | ۷۹۳–۷۹۴             | از سال ۷۹۳ سانگ گیونگ در استان هیلونگ‌جیانگ چین                                         |
| ۶     | گانگ           | ؟ - ۸۰۹               | پسر دائه هیوم مو         | ۷۹۴–۸۰۹             | سانگ گیونگ در استان هیلونگ‌جیانگ چین                                                    |
| ۷     | جونگ           | ؟ - ۸۱۲               | پسر گانگ                 | ۸۰۹–۸۱۲             | سانگ گیونگ در استان هیلونگ‌جیانگ چین                                                    |
| ۸     | هوی            | ؟ - ۸۱۷               | پسر گانگ                 | ۸۱۲–۸۱۷             | سانگ گیونگ در استان هیلونگ‌جیانگ چین                                                    |
| ۹     | گان            | ؟ - ۸۱۸               | پسر گانگ                 | ۸۱۷–۸۱۸             | سانگ گیونگ در استان هیلونگ‌جیانگ چین                                                    |
| ۱۰    | سون            | ؟ - ۸۳۰               | از نسل برادر دائه جویونگ | ۸۱۸–۸۳۰             | سانگ گیونگ در استان هیلونگ‌جیانگ چین                                                    |
| ۱۱    | دائه ایجین     | ؟ - ۸۵۷               | نوه سون                  | ۸۳۰–۸۵۷             | سانگ گیونگ در استان هیلونگ‌جیانگ چین                                                    |
| ۱۲    | دائه گون هوانگ | ؟ - ۸۷۱               | برادر دائه ایجین         | ۸۵۷–۸۷۱             | سانگ گیونگ در استان هیلونگ‌جیانگ چین                                                    |
| ۱۳    | دائه هیونسوک   | ؟ - ۸۹۴               | نوه دائه گون هوانگ       | ۸۷۱–۸۹۴             | سانگ گیونگ در استان هیلونگ‌جیانگ چین                                                    |
| ۱۴    | دائه ویهائه    | ؟ - ۹۰۶               | ---                      | ۸۹۴–۹۰۶             | سانگ گیونگ در استان هیلونگ‌جیانگ چین                                                    |
| ۱۵    | دائه اینسون    | ؟ - ۹۲۶               | ---                      | ۹۰۶–۹۲۶             | سانگ گیونگ در استان هیلونگ‌جیانگ چین                                                    |

## جستار های وابسته
- امپراتوری گوگوریو
- نبرد تیانمنلینگ
- اختلافات بالهه
- ته جویونگ
- ته جونگ سانگ